# Con Purser
Conrad Purser (ur. 2 sierpnia 1931 w Collie) – australijski piłkarz grający na pozycji obrońcy, reprezentant kraju, olimpijczyk z Melbourne 1956.

## Kariera piłkarska
Całą karierę piłkarską spędził w klubie North Perth, gdzie grał w latach 1949-1961, gdzie przez pięć lat był kapitanem. Zdobył z tym klubem trzykrotnie mistrzostwo First Division (1952, 1955, 1956) dwukrotnie Top Four Challenge Cup (1952, 1954).

## Kariera reprezentacyjna
17 września 1955 roku wystąpił w reprezentacji Australii w przegranym 0:8 meczu przeciwko reprezentacji RPA rozegranym w Adelaide. Reprezentował swój kraj na igrzyskach olimpijskich 1956 w Melbourne, gdzie reprezentacja zakończyła udział w ćwierćfinale po przegranej 2:4 z reprezentacją Indii. Jednak na tych igrzyskach Purser nie rozegrał żadnego meczu. Wystąpił również dnia 6 lipca 1957 roku również w Adelaide w przegranym 0:3 nieoficjalnym meczu przeciwko węgierskiemu Ferencvárosi TC.

## Kariera trenerska
Po zakończeniu kariery piłkarskiej był trenerem w klubie North Perth.

## Sukcesy piłkarskie

### North Perth
- Mistrz First Division: 1952, 1955, 1956
- Top Four Challenge Cup: 1952, 1954